# John Boyett
John Boyett (Napa, 20 dicembre 1989) è un giocatore di football americano statunitense che gioca nel ruolo di safety per gli Ottawa RedBlacks della Canadian Football League (CFL). Fu scelto nel corso del sesto giro (192º assoluto) del Draft NFL 2013 dagli Indianapolis Colts. Al college ha giocato a football all’Università dell'Oregon.

## Carriera professionistica

### Indianapolis Colts
Boyett fu scelto nel corso del sesto giro del Draft 2013 dagli Indianapolis Colts.

### Denver Broncos
Il 19 novembre 2013, Boyett firmò per fare parte della squadra di allenamento dei Denver Broncos.

### Ottawa Redblacks
Nel luglio 2015, Boyett firmò con gli Ottawa RedBlacks.

## Palmarès

### Franchigia
- American Football Conference Championship: 1

Denver Broncos: 2013

## Statistiche
CFL
| Partite totali | 3 |
| Tackle         | 6 |
| Sack           | 0 |
| Intercetti     | 1 |